# Yannick Forestier

a Compétitions nationales et continentales officielles uniquement.

b Matchs officiels uniquement.
Dernière mise à jour le 27 avril 2015.
Yannick Forestier, né à Narbonne le 2 janvier 1982, est un joueur international français de rugby à XV ayant évolué au poste de pilier gauche au sein des clubs l'effectif du RC Narbonne, du SC Albi, de l'US Colomiers et du Castres olympique, où il a terminé sa carrière lors de la saison 2015-2016.
Champion de France lors de la saison 2012-2013, il honore sa première sélection internationale le 10 novembre 2012 contre l'Australie au Stade de France. Il joue un total de 11 matchs avec l'équipe nationale.

## Biographie

### Saison 2001-2002 au RC Narbonne
C'est avec le RC Narbonne qu'il commence sa carrière de rugbyman. Titulaire d'un CAP et d'un BEP en électrotechnique, Yannick se destine à passer le concours de gardien de la paix « parce qu'il a toujours aimé l'uniforme ». Mais les dirigeants du club le persuadent d'arrêter et lui promettent d'entrer à la police municipale puis à EDF. Promesse qui ne sera jamais tenue. Yannick décide de jouer à l'échelon inférieur en Pro D2 et part rejoindre les rangs du SC Albigeois dans le Tarn en 2002.

### Saison 2002-2003 au SC Albi
Il est appelé avec l'équipe de France des moins de 21 ans en 2003, participe au tournoi des 6 nations et à la coupe du monde de cette catégorie. Puis, il part pour Colomiers et le Top 16.

### Saison 2003-2004 à l'US Colomiers
Les problèmes financiers du club de Colomiers obligent la DNACG à bloquer en début de saison les licences de 11 joueurs dont Yannick Forestier. C'est à la suite de la réception de Castres que Michel Bendichou, le président, décède d'une attaque cardiaque. Le club est rétrogradé en Pro D2, tandis que la DNACG prononce, elle, une rétrogradation en division inférieure du club. L'USC jouera donc la saison 2004-2005 en Fédérale 1, la troisième division du rugby. Encouragé par d'anciens joueurs columérins comme Laurent Marticorena ou Benjamin Lhande, il décide de revenir dans le Tarn la saison suivante, pour jouer cette fois-ci au Castres olympique.

### Saison 2004-2016 au Castres olympique
Yannick Forestier et sa femme ont acquis une maison à Pujaudran dans le Gers. Son épouse continue de travailler dans la Haute-Garonne. Yannick Forestier prend la décision de faire tous les jours les 100 kilomètres qui séparent Castres du Pujaudran.
Ses nouveaux entraîneurs sont Christian Gajan et Christophe Urios. Il enchaîne 6 matches jusqu'à la réception de Narbonne. Il se blesse et revient 5 mois plus tard en mars lors de la 22e journée contre Bourgoin. Il ne jouera que deux matches supplémentaires en tant que remplaçant.
Sa première saison à Castres est dure avec la concurrence de Mauricio Reggiardo et Justin Fitzpatrick, tous deux sur le départ. Le CO termine sixième de ce Top 16 et Yannick Forestier jouera la saison suivante la coupe d'Europe de rugby sous les ordres de Laurent Seigne en provenance de Bourgoin et de Ugo Mola néo-retraité.
Lors de la saison 2005-2006, avec le départ de Reggiardo et Fitzpatrick, le jeune Jérémy Castex est appelé en renfort et le CO enrôle Carl Hoeft, pilier All-Black aux 31 sélections âgé de 30 ans. Bernard Laporte alors sélectionneur de l'équipe de France décide de le convoquer en novembre avec les Barbarians français pour jouer un match contre l'Australie A à Bordeaux (Les Baa-Baas s'inclinent 42 à 12), puis avec France A avec pour objectif le Tournoi des 6 nations 2006 voire la coupe du monde 2007 en France.
Mais Yannick Forestier se blesse gravement après 13 matches dont 9 titularisations, à la suite d'un match contre les Sharks de Sale : des tendinites au tendon rotulien du genou gauche l'obligent à déclarer forfait pour les échéances nationales à venir et devra observer une période d'arrêt de 8 mois. 
Le CO termine le championnat à une septième place qualificative pour la prochaine coupe d'Europe de rugby.
Lors de la saison 2006-2007, Yannick Forestier revient de blessure et rejoue lors de la sixième journée de championnat contre Narbonne et lors des 4 matches suivants, puis est mis au repos par Laurent Seigne. Il est rappelé pour la 13e journée contre Biarritz Olympique, mais se blesse (rupture des ligaments croisés du genou gauche).
Lors de la saison 2007-2008, Forestier joue 4 matches dont 2 titularisations ; le CO termine à la cinquième place du championnat.
Lors de la saison 2008-2009, Alain Gaillard l'utilise très peu au profit de Carl Hoeft et du namibien Kees Lensing. Jusqu'en mars 2009, où ces derniers sont blessés avant un match au stade Ernest-Wallon contre le Stade toulousain, puis participe à tous les matches de la fin de la saison et termine même les deux derniers en tant que titulaire. Le Castres Olympique termine à une la 12e place (dernier non relégable). Il aura joué 12 matches pour 3 titularisations.
En mai 2009, il est rappelé en équipe de France A dans le cadre de la Nations Cup en Roumanie. 
La saison suivante, Yannick Forestier dispute 28 matches pour 15 titularisations. Il n'est pas appelé pour les tests de novembre, et alors qu'il devait l'être pour le Tournoi, une entorse bénigne de la cheville l'empêche d'honorer sa première cape. Il sera néanmoins rappelé en France A. 
Lors de la saison 2010-2011, Yannick Forestier devient titulaire de l'équipe devant Carl Hoeft qui effectue là sa dernière saison. En juin 2011, il participe à la tournée des Barbarians français en Argentine pour jouer deux matchs contre les Pumas. Les Baa-Baas s'inclinent 23 à 19  à Buenos Aires puis l'emportent 18 à 21 à Resistencia.
Lors de la saison 2011-2012, après deux matches, Yannick Forestier se voit contraint de soigner une énième blessure aux adducteurs, puis prend la décision de se faire opérer. Il fait son retour sur les terrains le 29 janvier 2012, pour ensuite enchaîner tous les matches du Castres Olympique jusqu’à la fin de saison, à l'issue de laquelle il devient champion de France. Dans la foulée, il honore sa première sélection internationale le 10 novembre 2012 contre l'Australie au Stade de France. Il joue un total de 11 matchs avec l'équipe nationale.
Ses coaches Laurent Labit et Laurent Travers promus, le temps d’une tournée au Japon, entraîneurs des Barbarians français, le convoquent. Malheureusement lors d’un match des Baa-Baas, Yannick se fracture un avant-bras. Cette blessure lui fera rater sa préparation d’avant saison ainsi que le début de championnat de son club.
À l'issue de la saison 2015-2016, Yannick Forestier prend sa retraite sportive.

## Palmarès
Avec le Castres olympique
- Championnat de France de Top 14 :
  - Champion (1) : 2013
  - Finaliste (1) : 2014

- Équipe de France : 11 sélections.
- Équipe de France des -21 ans : participation au championnat du monde 2003 en Angleterre.
- Barbarians Français : Australie 2005, Tournée en juin 2011 en Argentine, Tournée en juin 2012 au Japon.
- Équipe de France A : 5 sélections (en 2006 contre les Fidji, 2 en 2009 lors de la Coupe des Nations en Roumanie et 2 en 2010 lors de la Churchill Cup aux États-Unis)

### Liste des sélections
| Sélection | Numéro | Minutes jouées | Adversaire       | Lieu                    | Stade                       | Compétition             | Date             | Résultat | Score |
| --------- | ------ | -------------- | ---------------- | ----------------------- | --------------------------- | ----------------------- | ---------------- | -------- | ----- |
| 1         | 1      | 49             | Australie        | Paris, France           | Stade de France             | Test match              | 10 novembre 2012 | Victoire | 33-6  |
| 2         | 1      | 50             | Argentine        | Lille, France           | Grand Stade Lille Métropole | Test match              | 17 novembre 2012 | Victoire | 39-22 |
| 3         | 19     | 35             | Samoa            | Paris, France           | Stade de France             | Test match              | 24 novembre 2012 | Victoire | 22-14 |
| 4         | 1      | 53             | Italie           | Rome, Italie            | Stade olympique de Rome     | Tournoi des Six Nations | 3 février 2013   | Défaite  | 23-18 |
| 5         | 1      | 50             | Pays de Galles   | Paris, France           | Stade de France             | Tournoi des Six Nations | 9 février 2013   | Défaite  | 6-16  |
| 6         | 1      | 60             | Nouvelle-Zélande | Paris, France           | Stade de France             | Test match              | 9 novembre 2013  | Défaite  | 19-26 |
| 7         | 1      | 49             | Tonga            | Le Havre, France        | Stade Océane                | Test match              | 16 novembre 2013 | Victoire | 38-18 |
| 8         | 1      | 40             | Afrique du Sud   | Paris, France           | Stade de France             | Test match              | 23 novembre 2013 | Défaite  | 10-19 |
| 9         | 17     | 32             | Angleterre       | Paris, France           | Stade de France             | Tournoi des Six Nations | 1er février 2014 | Victoire | 26-24 |
| 10        | 17     | 32             | Italie           | Paris, France           | Stade de France             | Tournoi des Six Nations | 9 février 2014   | Victoire | 30-10 |
| 11        | 17     | 16             | Pays de Galles   | Cardiff, Pays de Galles | Millennium Stadium          | Tournoi des Six Nations | 21 février 2014  | Défaite  | 27-6  |